# شیخ‌صله
شیخ‌صله (به کُردی: شێخ سه‌ڵه)، روستایی از توابع بخش مرکزی شهرستان ثلاث باباجانی در استان کرمانشاه ایران است.

## جمعیت
این روستا در دهستان خانه‌شور قرار دارد و براساس سرشماری مرکز آمار ایران در سال ۱۳۹۵، جمعیت آن ۱٬۴۲۵ نفر (۳۹۳ خانوار) بوده‌ است.

## تاریخ

### بمب باران شیمیایی
روستای شیخ‌صله روز ۳۱ تیر ۱۳۶۷ از سوی ارتش عراق بعثی مورد حملهٔ شیمیایی قرار گرفت. در همین روز، همزمان با شیخ‌صله، روستاهای نساردیره، نساردیره سفلی و شاهمار دیره از توابع شهرستان گیلانغرب، دودان از توابع شهرستان پاوه و زرده و باباجانی از توابع شهرستان دالاهو نیز مورد حمله شیمیایی مشابهی قرار گرفتند.
روستای شیخ صله در طول جنگ ایران و عراق ۶ بار هدف بمب‌باران شیمیایی قرار گرفت و از این نظر رکورددار شد.